# Ladislav Novák (Künstler)

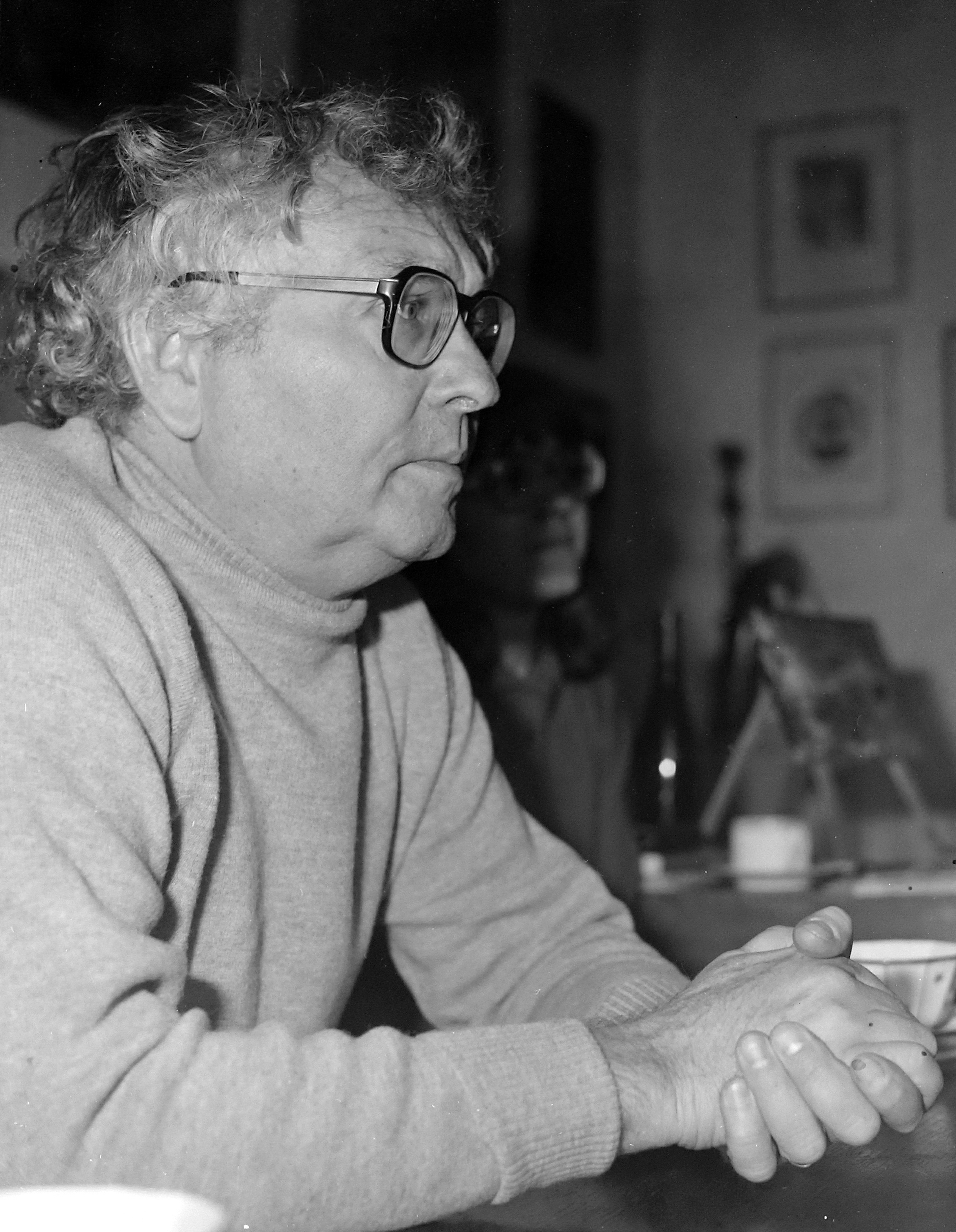
Ladislav Novák

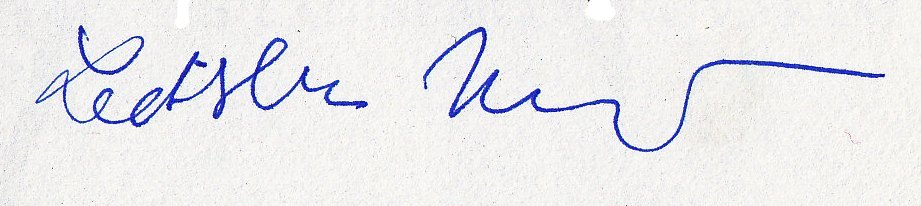
Ladislav Novák Signatur

Ladislav Novák (* 4. August 1925 in Turnov; † 28. Juni 1999 in Třebíč) war ein tschechischer Surrealist, Zeichner und Autor im Bereich Konkrete Poesie und Lautpoesie.

## Leben und Werk
Ladislav Novák wuchs in Třebíč auf und ging dort zum Gymnasium, wo er Vítězslav Nezval kennenlernte. Anschließend studierte er von 1945 bis 1950 Geschichte an der Karls-Universität Prag. Mit Jiří Kolář und Josef Hiršal war er Mitglied der ersten tschechischen Gruppe für experimentelle Poesie. Von 1954 bis 1999 lehrte er am Gymnasium. 1979 erhielt er in Tschechien Berufsverbot.

„And tomorrow I return to my exile in Trebic. But where am I at home, really? In Prague? In Venice? Anywhere where I have a table to work on, maybe only a piece of foam for a bed and a blanket, good light, a hot shower, peace and quiet for work, and someone to have an intelligent conversation with once and a while ... I'm afraid I'm asking for too much.“